# David Copperfield (miniserie televisiva 1965)
David Copperfield è uno sceneggiato televisivo italiano in otto puntate diretto da Anton Giulio Majano, trasmesso fra il 1965 ed il 1966 sull'allora Programma Nazionale.

## Soggetto
Le puntate dello sceneggiato, ricavato dal romanzo omonimo di Charles Dickens David Copperfield - in un periodo in cui la maggior parte di questo genere televisivo era costituita da sceneggiati ricavati da capolavori della letteratura internazionale - vennero messe in onda dal 26 dicembre al 13 febbraio successivo.
Lo sceneggiato utilizzava le musiche di Riz Ortolani e i costumi di Pier Luigi Pizzi. In conseguenza del suo successo (quindici milioni di spettatori a puntata), fu replicato più volte.

## Trama
Lo sceneggiato è una fedele trasposizione televisiva dell'omonimo romanzo di Charles Dickens. La storia comincia con il racconto dell'infanzia di David con le sue dure esperienze: il secondo matrimonio della madre, i maltrattamenti del patrigno Edward Murdstone, il collegio, la morte della madre, il lavoro a Londra e la fuga dalla zia Betsey.
Seguono poi le vicende di David adulto: il lavoro, il matrimonio con Dora e, dopo la morte di lei, il secondo matrimonio con Agnese, che finalmente gli dona la tranquillità.